# Euxoa vulpina
Euxoa vulpina är en fjärilsart som beskrevs av Smith 1895. Euxoa vulpina ingår i släktet Euxoa och familjen nattflyn. Inga underarter finns listade i Catalogue of Life.